# I pavoni
I pavoni è un film del 1994 diretto da Luciano Manuzzi.
Il film si ispira alla storia vera di parricidio del 1991 noto come Caso Maso, dove un giovane veronese uccise i genitori al fine di intascarne l'eredità. La vicenda è trasposta a Cesenatico.
(Il padre)

## Trama
Vittorio è un ragazzo narciso, viziato e cinico. Gli unici suoi interessi sono i soldi, gli abiti firmati e divertirsi in discoteca. Quando il padre decide di togliergli i finanziamenti per costringerlo ad impegnarsi in un lavoro, Vittorio, assieme a tre suoi amici, organizza l'assassinio della famiglia per intascare l'eredità.